# Réserve naturelle volontaire de Liorac
La réserve naturelle volontaire de Liorac  (RNR 61) est une ancienne réserve naturelle volontaire française créée en 1981, sur le territoire des communes de Cause-de-Clérans, Mouleydier et Liorac, dans le département de la Dordogne, dans le Sud-Ouest de la France. Elle occupait une superficie de 428 hectares.

## Histoire du site et de la réserve
L'intérêt du site aboutit à un classement en RNV en 1981 pour une durée de six ans. La loi « démocratie de proximité » du 27 février 2002 transforme les RNV en réserves naturelles régionales (RNR), ce qui est le cas pour Liorac.
Le décret d'application no 2005-491 du 18 mai 2005 précise dans son article 6 que « le classement en RNR court jusqu'à l'échéance de l'agrément qui avait été initialement accordé à la réserve volontaire ». Le classement en RNR a pris fin en 2011 d'après l'INPN.

## Écologie (biodiversité, intérêt écopaysager…)
Forêt et prairies; flore

## Administration, plan de gestion, règlement..
S.E.P.A.N.S.O. - Dordogne, 
13, place Barbacane, 24100 Bergerac

### Outils et statut juridique
Arrêté de création : 19/08/1981